# Lord-lieutenant du Westmorland
Ceci est une liste de personnes qui ont servi comme lord-leutenant du Westmorland. L'office a été supprimé le 31 mars 1974 et remplacé par le lord-lieutenant de Cumbria. De 1751 à 1974, tous les lord-lieutenants ont été Custos Rotulorum of Westmorland.
- Henry Clifford (2e comte de Cumberland) 1553–1559
- Henry Hastings (3e comte de Huntingdon) 20 août 1586 – 14 décembre 1595
- vacant?
- George Clifford (3e comte de Cumberland) 1603–1605
- vacant?
- Francis Clifford (4e comte de Cumberland) 27 octobre 1607 – 4 janvier 1641 conjointement avec
- George Home (1er comte de Dunbar) 27 octobre 1607 – 20 janvier 1611 et
- Theophilus Howard (2e comte de Suffolk) 27 octobre 1607 – 31 août 1639 et
- Henry Clifford (5e comte de Cumberland) 27 octobre 1607 – 1642 et
- Algernon Percy (10e comte de Northumberland) 13 novembre 1626 – 31 août 1639 et
- Thomas Howard (14e comte d'Arundel) 23 juillet 1632 – 31 août 1639 et
- Henry Howard (15e comte d'Arundel) 23 juillet 1632 – 31 août 1639
- Interregnum
- Charles Howard (1er comte de Carlisle) 1er octobre 1660 – 24 février 1685
- Thomas Tufton (6e comte de Thanet) 3 mars 1685 – 1687
- Richard Graham (1er vicomte Preston) 29 août 1687 – 1688
- Sir John Lowther (1er vicomte Lonsdale) 8 avril 1689 – 1694
- Charles Howard (3e comte de Carlisle) 28 juin 1694 – 1er mai 1738
- Henry Lowther (3e vicomte Lonsdale) 1er juin 1738 – 7 mars 1751
- vacant
- Sir William Lowther (3e baronnet) 6 février 1753 – 15 avril 1756
- Sir John Pennington (3e baronnet) 29 avril 1756 – 1758
- James Lowther (1er comte de Lonsdale) 13 décembre 1759 – 24 mai 1802
- William Lowther (1er comte de Lonsdale) 26 juin 1802 – 19 mars 1844
- William Lowther (2e comte de Lonsdale) 3 mai 1844 – 1868
- Henry Lowther (3e comte de Lonsdale) 14 décembre 1868 – 15 août 1876
- Sir Richard Musgrave (11e baronnet) 3 octobre 1876 – 13 février 1881
- Henry Tufton (1er baron Hothfield) 15 mars 1881 – 29 octobre 1926
- Lord Henry Cavendish-Bentinck 8 décembre 1926 – 6 octobre 1931
- Stanley Hughes le Fleming 7 décembre 1931 – 1939
- Anthony Lowther (vicomte Lowther) 1er décembre 1939 – 1945
- James Winstanley Cropper 26 avril 1945 – 10 novembre 1956
- Henry Hornyold-Strickland 6 mai 1957 – 1965
- Lieutenant-Commander Paul Norman Wilson 12 novembre 1965 – 31 mars 1974